# Olax antsiranensis
Olax antsiranensis är en tvåhjärtbladig växtart som beskrevs av Z.S.Rogers, Malecot & Sikes. Olax antsiranensis ingår i släktet Olax och familjen Olacaceae. Inga underarter finns listade i Catalogue of Life.